# Deus ex Machina (Deus ex Machina)
Deus ex Machina è il secondo album del gruppo italiano Deus ex Machina pubblicato nel 1993 per la Kaliphonia.

## Tracce
1. Ad Montem - (7.31)
2. Vacuum - (5.51)
3. M.A. - (1.20)
4. Hostis - (6.00)
5. Cor Mio -  (5.01)
6. Si Tu Bene Valeas Ego Bene Valeo - (7.33)
7. Lo Stato Delle Cose - (9.00)
8. Deus Ex Machina - (7.28)
9. Omega - (2.10)

## Formazione
- Alberto Piras - voce
- Mauro Collina - chitarra elettrica, chitarra acustica
- Luigi Ricciardiello - tastiere
- Alessandro Bonetti - violino
- Alessandro Porreca - basso elettrico
- Claudio Trotta - batteria